# Луций Корнелий Лентул Нигер
Лу́ций Корне́лий Ле́нтул Ни́гер (лат. Lucius Cornelius Lentulus Niger; умер в мае/июне 56 года до н. э., Рим, Римская республика) — римский государственный деятель из патрицианского рода Корнелиев Лентулов, занимавший не позже 61 года до н. э. должность претора.

## Биография
Луций Корнелий Лентул Нигер, вероятно, — сын претора около 89 года до н. э. Луция Корнелия Лентула.
Был женат на Публиции, имел от неё сыновей Луция Корнелия Лентула и Публия Корнелия Лентула.
В 70 году до н. э. Луций Корнелий Лентул Нигер назначен фламином Марса. К 61 до н. э. Луций Корнелий Лентул Нигер — претор; в этом же году, будучи субскриптором, обвинил Публия Клодия в осквернении таинств богини Фауны.
В 59 до н. э. был обвинён Луцием Веттием в заговоре против Гнея Помпея, но оправдан. В 58 году до н. э. проиграл выборы на должность консула. В начале 56 г. до н. э. в качестве судьи участвовал в процессе Сестия.
Луций Корнелий Лентул Нигер умер в мае или июне 56 года.